# بليكسة
البليكسة (الاسم العلمي: Blyxa) هي جنس من النباتات يتبع الفصيلة الحب المائية من رتبة المزماريات.

## أنواع البليكسة
- بليكسة أوبرتية (الاسم العلمي:Blyxa aubertii)
- بليكسة شوكية البذور (الاسم العلمي:Blyxa echinosperma)
- بليكسة سداسية الأسدية (الاسم العلمي:Blyxa hexandra)
- بليكسة يابانية (الاسم العلمي:Blyxa japonica)
- بليكسة جاوية (الاسم العلمي:Blyxa javanica)
- بليكسة ملساء الثمار (الاسم العلمي:Blyxa leiosperma)
- بليكسة غينيا الجديدة (الاسم العلمي:Blyxa novoguineensis)
- بليكسة ثمانية الأسدية (الاسم العلمي:Blyxa octandra)
- بليكسة رباعية الأضلاع (الاسم العلمي:Blyxa quadricostata)
- بليكسة متجذرة (الاسم العلمي:Blyxa radicans)
- بليكسة سنغالية (الاسم العلمي:Blyxa senegalensis)
- بليكسة فياتية (الاسم العلمي:Blyxa vietii)
- بليكسة بصيلية (الاسم العلمي:Blyxa bulbosa)